# Hörn (Aachen)
Die Hörn ist ein Stadtbezirk von Aachen und umfasst eine Fläche von 131 Hektar, in dem rund 5600 Einwohner leben. Er gliedert sich in das ursprüngliche Siedlungsgebiet Hörn und die südlich der Achse „Melatener Straße“ gelegene Siedlung Königshügel und geht auf eine alte Flurbezeichnung zurück.

## Lage
Der Stadtbezirk liegt im westlichen Abschnitt von Aachen-Mitte auf durchschnittlich 200 Höhenmetern und grenzt im Westen an den Stadtbezirk Laurensberg, im Süden an das Westparkviertel und im Norden an das Ponttorviertel. Er wird geprägt durch einen breiten Höhenrücken, der sich von der westlichen Außengrenze der Aachener Altstadt aus westwärts bis zu den Niederlanden erhebt. Über diesen Höhenrücken zog sich bereits seit dem Mittelalter die Via Regia entlang, die von Aachen kommend durch das ehemalige Königstor an der äußeren Stadtmauer verlief, und sich weiter vorbei an dem Hexenplatz auf der Hörn und am ehemaligen Siechenhaus auf Gut Melaten und schließlich über dem Schneebergweg in Richtung Maastricht fortsetzte. Auf Hörner Gebiet sind es heutzutage die „Maastrichter Straße“, der „Hexenberg“ und die „Melatener Straße“, die der Trasse der vormaligen Via Regia folgen und die die beiden Siedlungsbereiche Hörn und Königshügel trennen.

## Geschichte

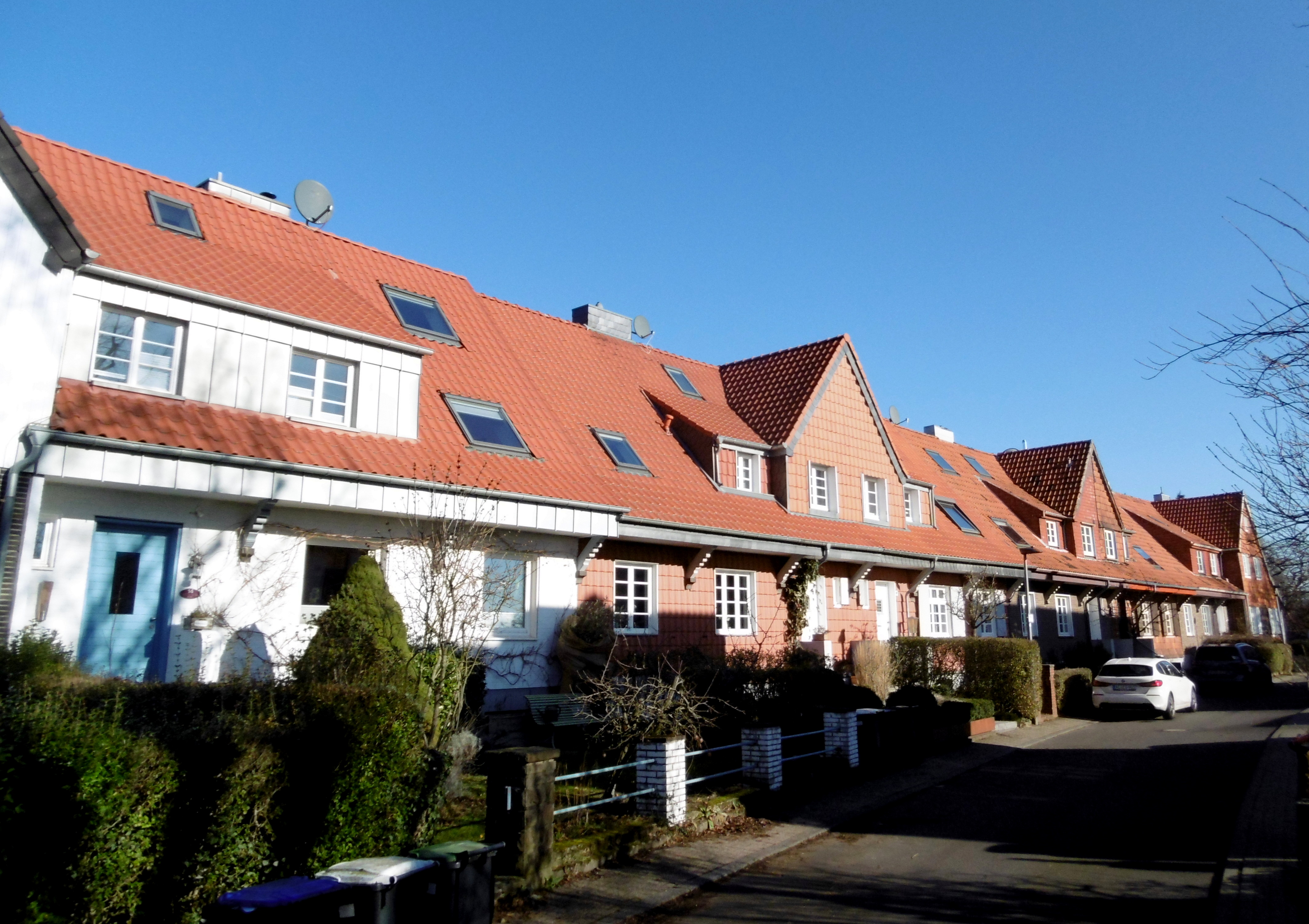
Siedlungshäuser Königshügel

Der Höhenrücken Hörn war ursprünglich eine landwirtschaftlich geprägte Fläche, durch die mehrere Wanderwege in Richtung der Ausflugsgebiete Sieben Quellen, Schneeberg oder auch zum niederländischen Nachbarort Vaals zogen. Neben einigen alten Gutshöfen wie beispielsweise das Gut Muffet aus dem 18. Jahrhundert befanden sich auf der Hochfläche lediglich einige Fabrikantenvillen aus dem 19. Jahrhundert, darunter die Villa Marienhöhe des Schokoladenfabrikanten Leonard Monheim und die Villa Königshügel der Nadelfabrikantenfamilie Leo Lammertz, allesamt unter Denkmalschutz gestellt. Erst ab 1925 begann die eigentliche bauliche Erschließung der Hörn als Siedlungsgebiet, zunächst mit 16 Kleinhäusern auf dem Königshügel, die auf dem hochgelegenen freien Bergrücken mit einer Dachpfannenverkleidung als besonderem Schutz gegen Wind und Wetter versehen und später alle ebenfalls als Baudenkmal aufgewertet wurden. Ab 1926 folgte nach der Anlegung der Ahornstraße eine weitere Ansiedlung im nördlichen Bereich der Hörn. Schließlich wurde am 16. November 1934 der Grundstein für die Siedlung „Auf der Hörn“ für zunächst 20 kinderreiche Familien mit insgesamt 143 Kindern gelegt, nachdem sich der Reichsbund der Kinderreichen zum Schutze der Familie bei der Stadt Aachen maßgeblich dafür eingesetzt hatte. Ab 1937 folgte der Bau der sogenannten „Textilsiedlung“ im Bereich der Straße „An den Finkenweiden“ mit 66 Wohneinheiten und ab 1938 der sogenannten „Eisenbahnsiedlung“ mit 20 Wohnblocks sowie der Bau von 17 „Volkswohnblocks“ der gewoge im Bereich der zentralen Straße „Auf der Hörn“.
Während des Zweiten Weltkriegs stoppten die weiteren Bauvorhaben und erst ab 1950 entstanden entlang der Straße „Hörnhang“ zunächst 45 Siedlungshäuser. Zwei Jahre später folgten weitere umfangreiche Neubaumaßnahmen im Bereich des „Seffenter Weges“ sowie ab 1966 rund um das Gut Muffet und im Bereich der „Melatener Straße“.
Parallel zum kontinuierlichen Zuzug der Familien wurde 1950 eine erste Volksschule eröffnet, nachdem die Kinder bis dahin in Notbaracken oder in Schulen des Stadtzentrums unterrichtet wurden. Im Jahr 1954 folgte der Bau der für die Siedlung zuständigen neuen Pfarrkirche St. Sebastian nach Plänen des Architekten Alfons Leitl, nachdem zuvor der Großteil der Siedlung Hörn der Pfarrei Heilig Kreuz und der Bereich Königshügel der Pfarrei St. Jakob zugeordnet gewesen war.
Nachdem sich bereits ab 1946 die Pädagogische Hochschule Aachen auf der Hörn niedergelassen hatte, erwarb später auch die RWTH Aachen zentrale Grundstücke in diesem Stadtteil und errichtete dort diverse Institutsgebäude inklusive einer zentralen Sportanlage sowie Wohnblocks und „Studentendörfer“ für ihre Studierenden.
Diese Mischung aus immer noch jungen und kinderreichen Familien mit hohem Anteil an Studierenden in diesem weiterhin lichten und mit vielen Grünflächen versehenen Stadtbezirk macht das Viertel zu einem lebendigen und attraktiven Ort im mittleren bis oberen Preissegment der Stadt Aachen.

### Hexenberg

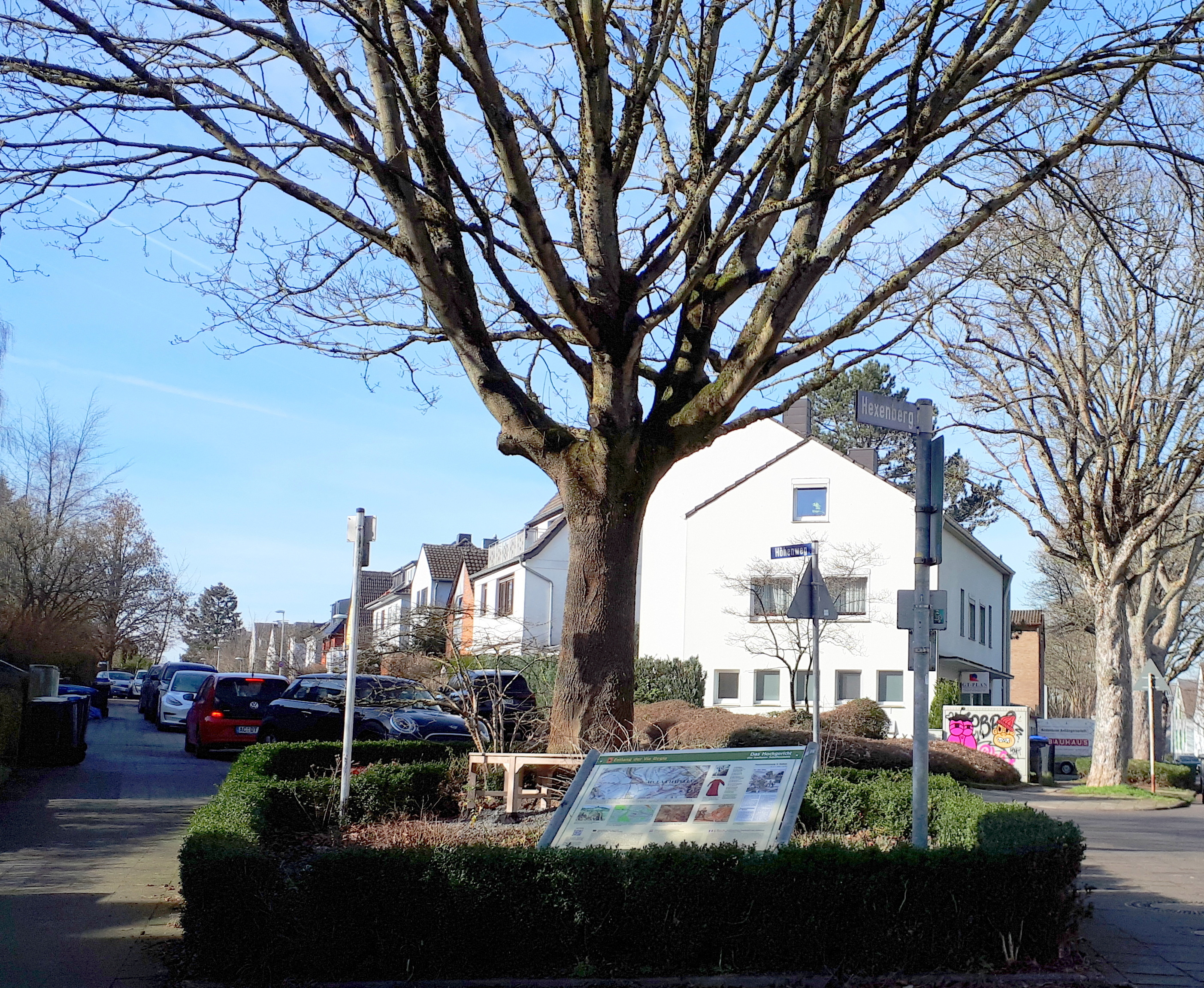
Hexenberg, Richtplatz
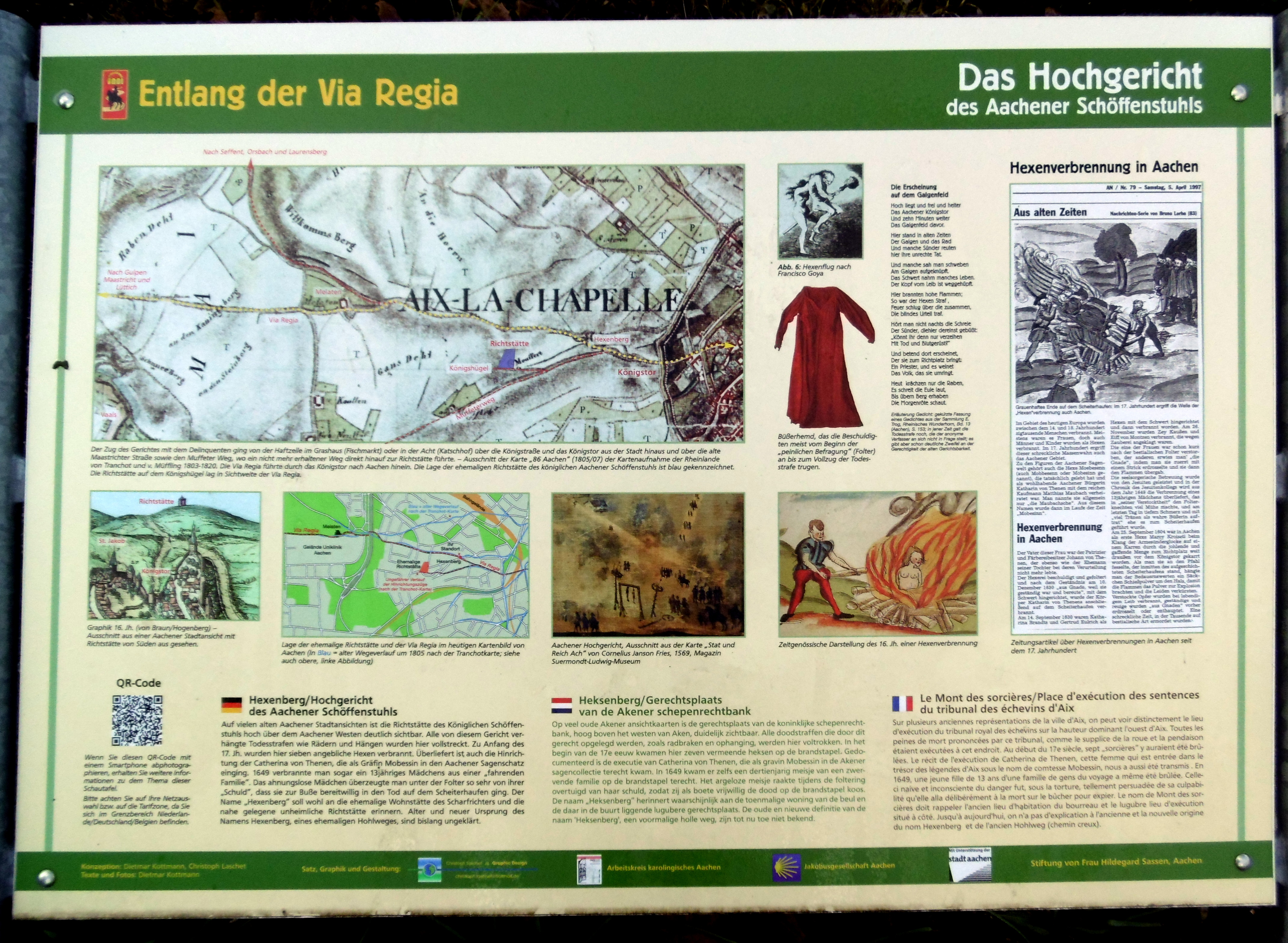
Hexenberg, Hinweistafel

Eine unrühmliche Geschichte spielte im 17. Jahrhundert ein als „Hexenberg“ (place) bezeichneter Platz auf der Hörn, wo zahlreiche städtische Hexenverbrennungen, darunter auch von Kindern, stattfanden. Laut den überlieferten Aufzeichnungen fanden zwischen 1598 und 1649 mindestens elf Hexenprozesse und -verbrennungen statt, wobei viele Dokumente beim Stadtbrand von Aachen im Jahr 1656 verloren gegangen sind, sodass die tatsächliche Anzahl nicht mehr nachweisbar ist.
Antreiber der Hexenverbrennungen waren die Patres der Jesuiten-Kommunität Aachen, die darüber in ihren Jahrbüchern berichteten. Später ließen sie „reumütige“ Hexen aus Gnade zuerst mit dem Schwert erschlagen oder mit dem Strick erdrosseln, bevor sie sie dem Feuer übergaben. Unter den Opfern befanden sich unter anderem die Zigeunerin Maroy Kroiseti, die als erstes belegtes Hexenopfer ihren Tod am 25. September 1604 erlitt und die am 12. September 1628 verbrannte Krämerin Cäcilia. Ferner die am 14. September 1630 verbrannten „Zauberinnen“ Catharina Brandt und Gertrud Eulrichs, die zuvor enthauptet worden waren, und die beiden Frauen Zey Kaussen und Eiff von Montzen, von denen die Eine vor der Verbrennung ihren Folterverletzungen erlegen und die andere erdrosselt worden war. Am Bekannteten wurde der Fall der „Zauberin“ Katharina von Thenen, die trotz ihrer Abstammung aus einer Patrizierfamilie und als Ehefrau des wohlhabenden Kaufmanns Matthias Maubach aufgrund „selbstgestandener“ Zaubereien am 10. Dezember 1630 zunächst mit dem Schwert hingerichtet und dann verbrannt worden war. Deren Schicksal wurde später als Die Mobesin in einer alten Aachener Sage thematisiert und Stoff für Oper- und Theateraufführungen. Das letzte amtlich bekannte Opfer der Hexenverbrennungen in Aachen war ein namenloses 13-jähriges Mädchen. Sie gehörte zu einer „vagabundierenden Sippschaft“, hatte „ruchlose Eltern“ und war der schwarzen Magie verfallen, weshalb sie 1649 hingerichtet wurde.
Heute erinnert auf dem Hexenberg, der diesen Namen mittlerweile als offizielle Straßen- und Platzbezeichnung trägt, eine Gedenktafel an die hingerichteten Frauen und Kinder.

### Hinrichtungsstätte „Drei Eichen“
Bereits seit dem Mittelalter weisen Lagepläne auf eine Hinrichtungsstätte vor dem Königstor und eine in Richtung dem späteren Gut Muffet auf dem Platz „Drei Eichen“ (place) auf dem Königshügel, auch „Galgenberg“ genannt, hin, auf dem die Urteile des Schöffenstuhls für besonders schwere Straftaten vollstreckt wurden, die über die „normalen“ Enthauptungen hinaus gingen: Hängen, Vierteilen, Rädern, lebendig Begraben und Verbrennen. Bis auf die Reumütigen, die sofort begraben wurden, blieben die anderen Verurteilten in der Regel noch eine Zeit lang am Galgen hängen, bis sich der Strang löste. In dieser Zeit setzte in der Umgebung ein Verwesungsgeruch ein, der umgangssprachlich mit „müffeln“, „muffeln“ bezeichnet wurde. Dies gab dem benachbarten Landgut „Gut Muffet“ seinem Namen, das noch 1664 in den Kirchenbüchern von St. Jacob als „Haus hinter dem Galgen“ beschrieben wurde. Die verwesten Leichen wurde größtenteils auf dem nahe gelegenen Gut Melaten begraben, wo bereits die Grabstätten der Leprakranken lagen. Erst ab 1794 mit dem Einmarsch der Franzosen wurden die Hinrichtungen eingestellt und die Henkeranlagen abgebaut sowie der zuführende Weg später von „Galgenweg“ in „Muffeter Weg“ umbenannt.

## Ortscharakteristik
Im Zentrum von „Alt-Hörn“ haben sich im Laufe der Zeit folgende Institutionen und Einrichtungen um die zentrale und unter Denkmalschutz gestellte Pfarrkirche St. Sebastian an der Ahornstraße angesiedelt, darunter:
- das 1968 eingerichtete Seniorenhaus „Haus Hörn“ mit angeschlossenem Hospiz am Johannes-von-den-Driesch-Weg, der nach dem Aachener Ministerialbeamten Johannes von den Driesch benannt wurde. Das Seniorenhaus bietet in sieben Wohngruppen Platz für rund 107 Pflegebedürftige.
- die 1954 in Betrieb genommene katholische Grundschule Hörn, die seit 2006 als Offene Ganztagsschule anerkannt ist und deren Gebäude ebenfalls denkmalgeschützt sind.
- das Medien- und Kulturzentrum Philipp-Neri-Haus, eine 1963 eröffnete Einrichtung der Offenen Kinder- und Jugendarbeit, die unter der Verwaltung der Gemeinschaft der Gemeinden (GdG) Aachen-Nord-West steht.[7]
- das katholische Montessori-Kinderhaus St. Sebastian am Johannes-von-den-Driesch-Weg
- die Josef-Glockner-Sportanlage des SV Sportfreunde Hörn 1948 e. V., benannt nach dessen langjährigen Vorsitzenden. Bereits seit 1911 existierte auf der Hörn eine einfache Sportplatzanlage, die in den 1930er-Jahren mit einem Ascheplatz für den Fußball sowie mit einer Rundlaufbahn und einem vollständigen Turn- und Leichtathletikplatz ausgebaut worden war. Im Jahr 2009 wurde der Ascheplatz durch eine moderne Kunstrasenanlage ersetzt. Weil das aus der Nachkriegszeit stammende Vereinsheim, das bis 1984 zunächst als Schulpavillon diente und dann den Sportfreunden zu deren Nutzung überlassen worden war, in die Jahre gekommen war, wurde 2022 mit dem Bau eines neuen Gebäudes begonnen. Der Verein unterhält Jugend- und Erwachsenenabteilungen in den Sportarten Fußball, Schach, Judo, Tischtennis, Gymnastik und Turnen.[8]
- mehrere Kleingarten-Vereinsanlagen, darunter die des Gartenvereins Königshügel (gegründet 1919), des Familien Gartenvereins Aachen Süsterfeld e. V. (gegründet 1926), des Familien-Dauergartenvereins Eschenallee (gegründet 1952) und des Kleingartenvereins Seffenter Weg e. V. (gegründet 1963)[9]

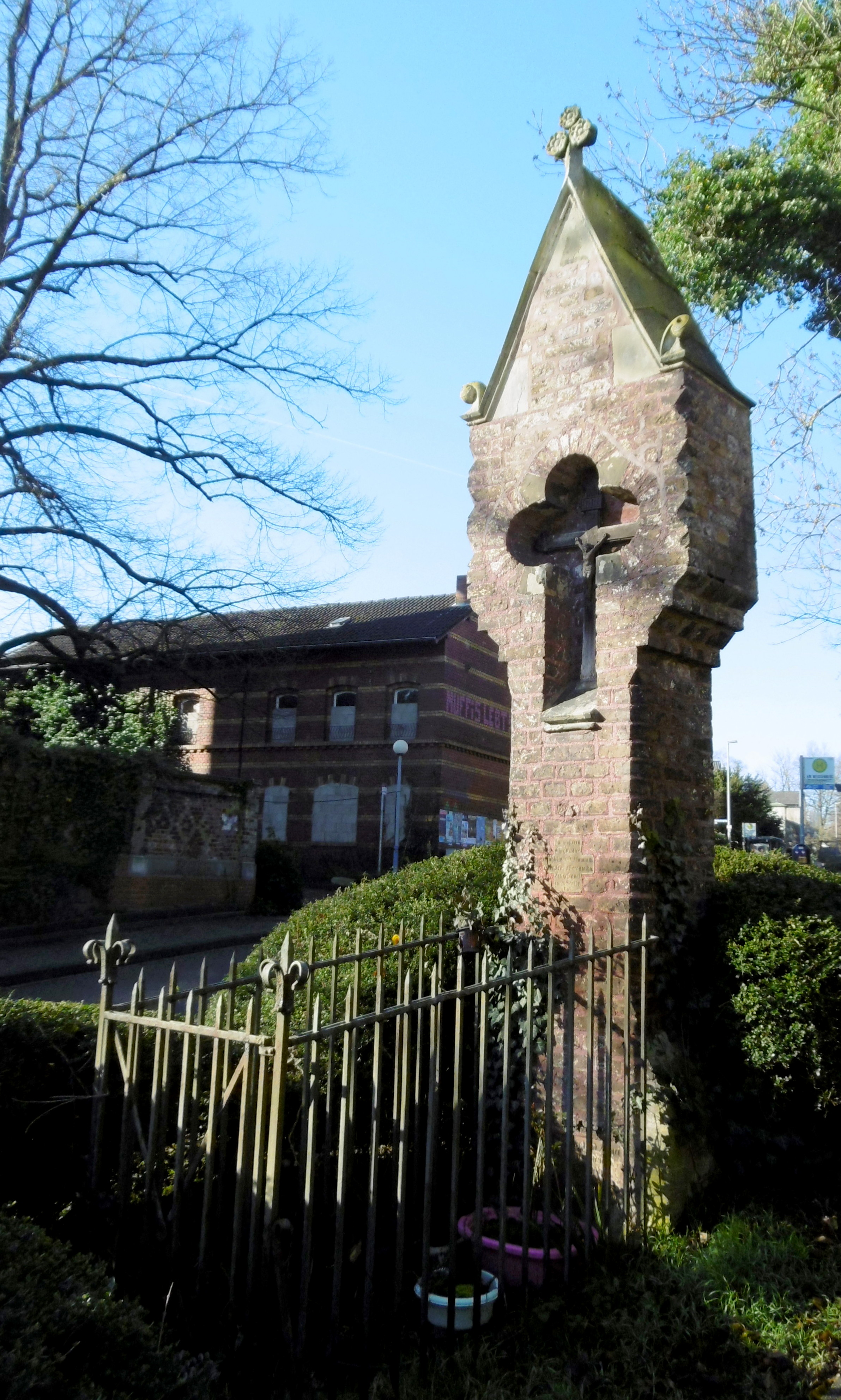
Bildstock am Fuße des Hexenbergs
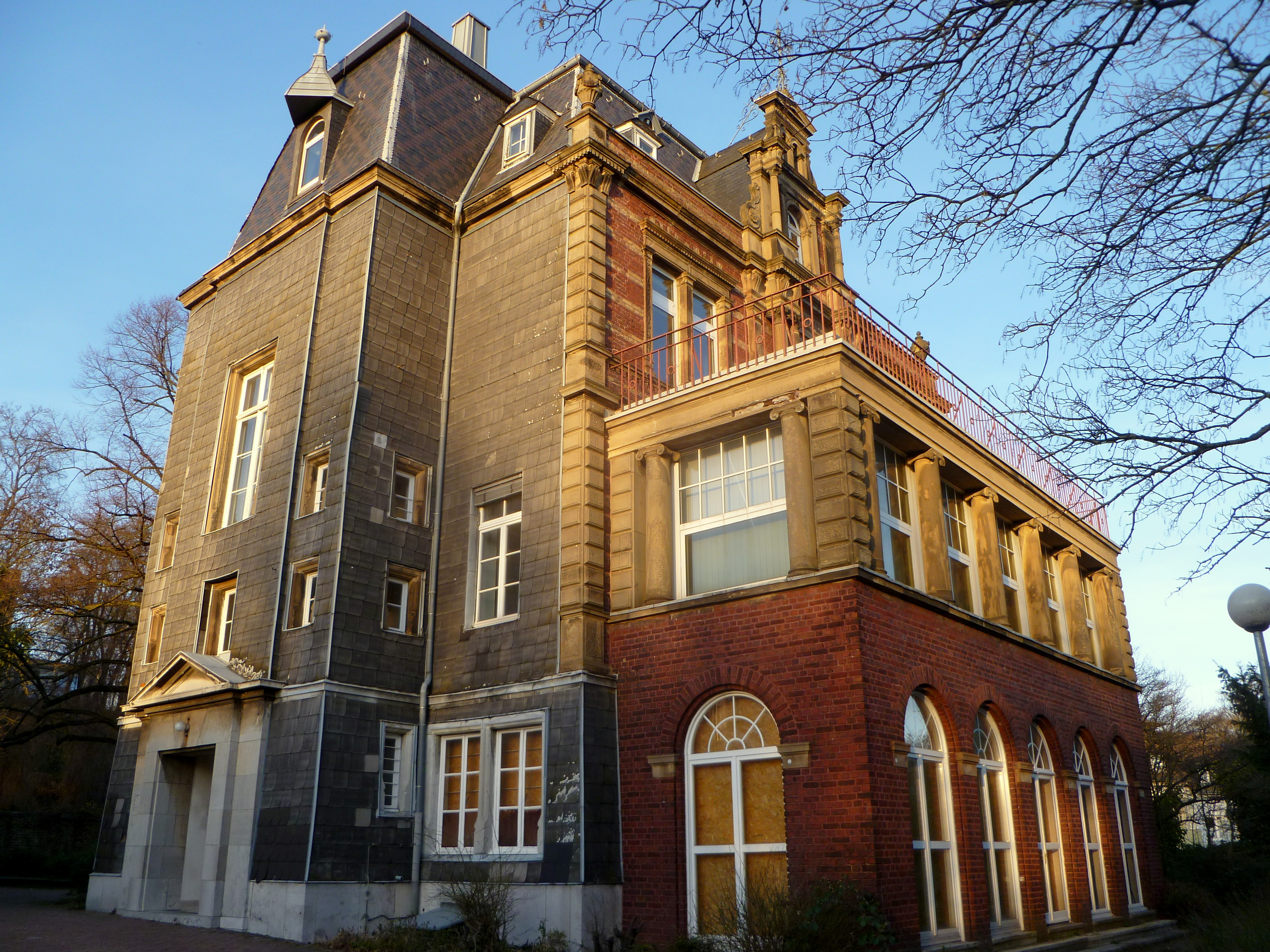
Villa Monheim
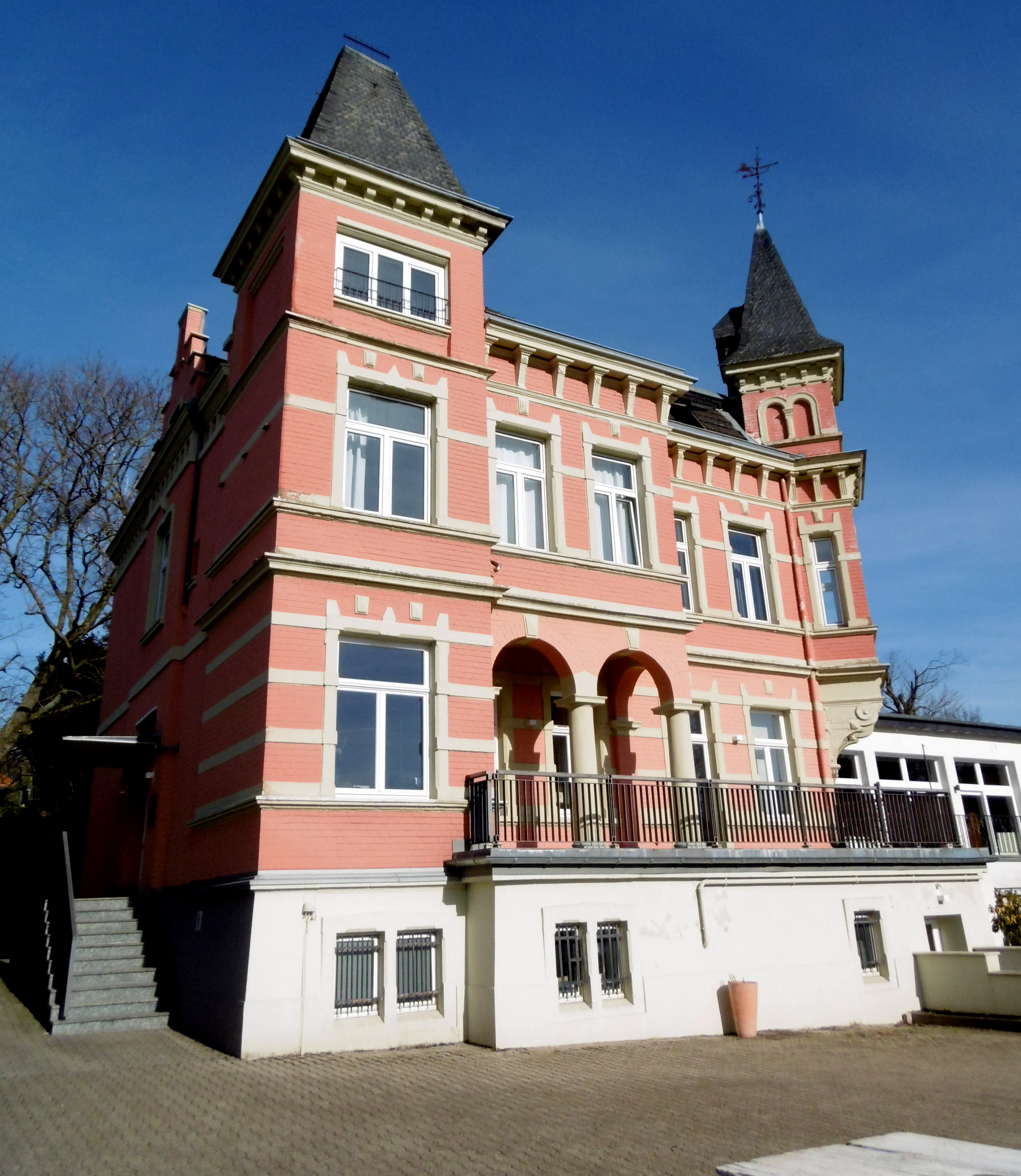
Villa Dreizehnlinden
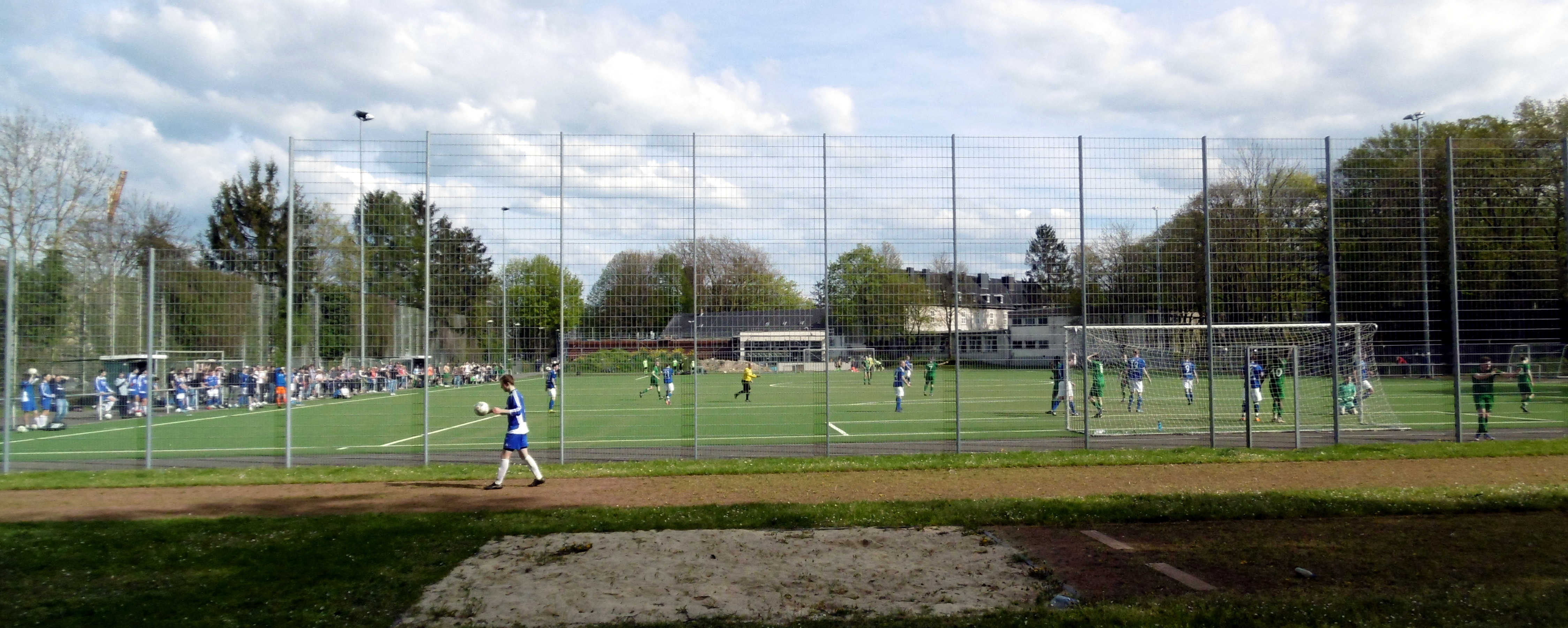
Josef-Glockner-Sportanlage
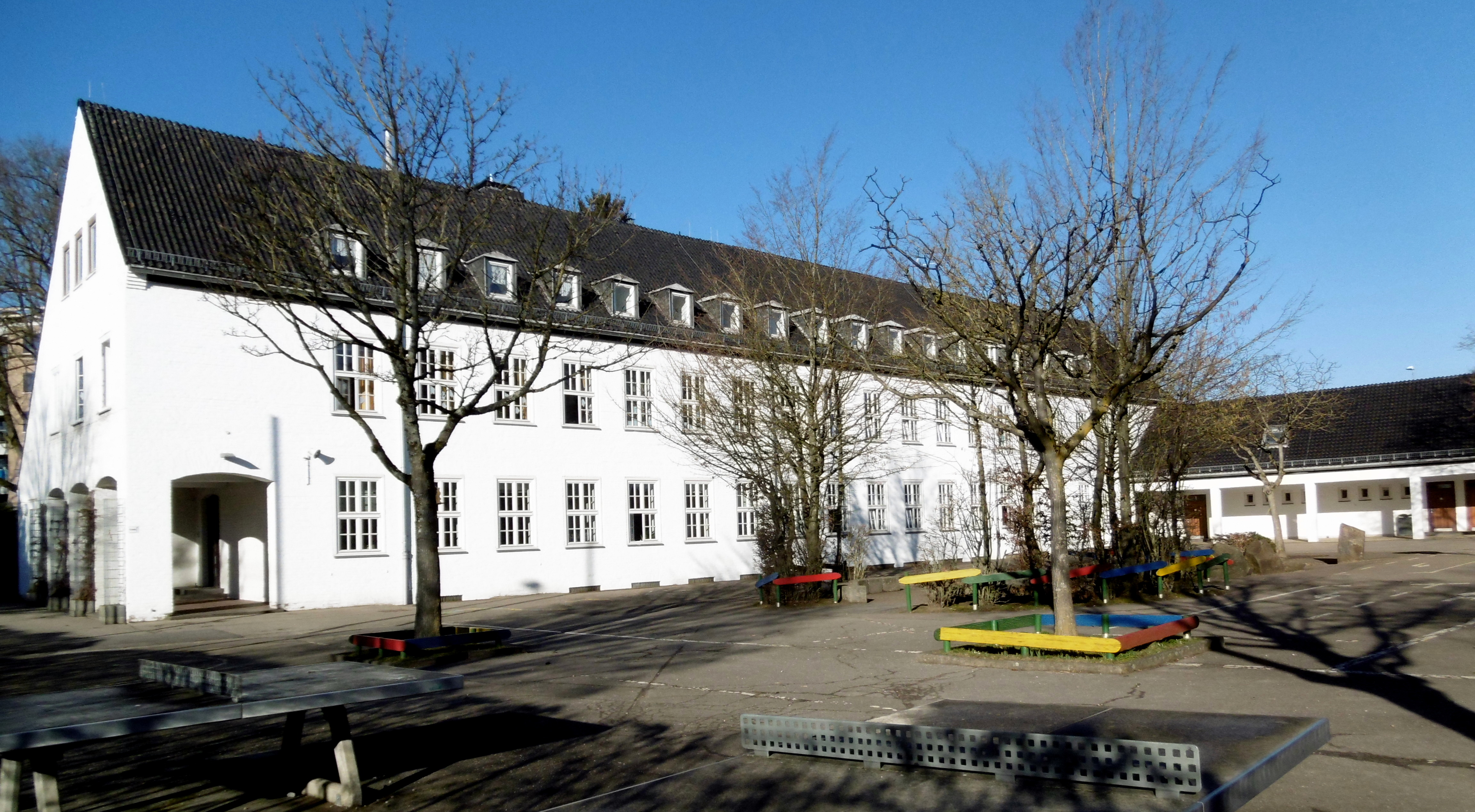
Grundschule
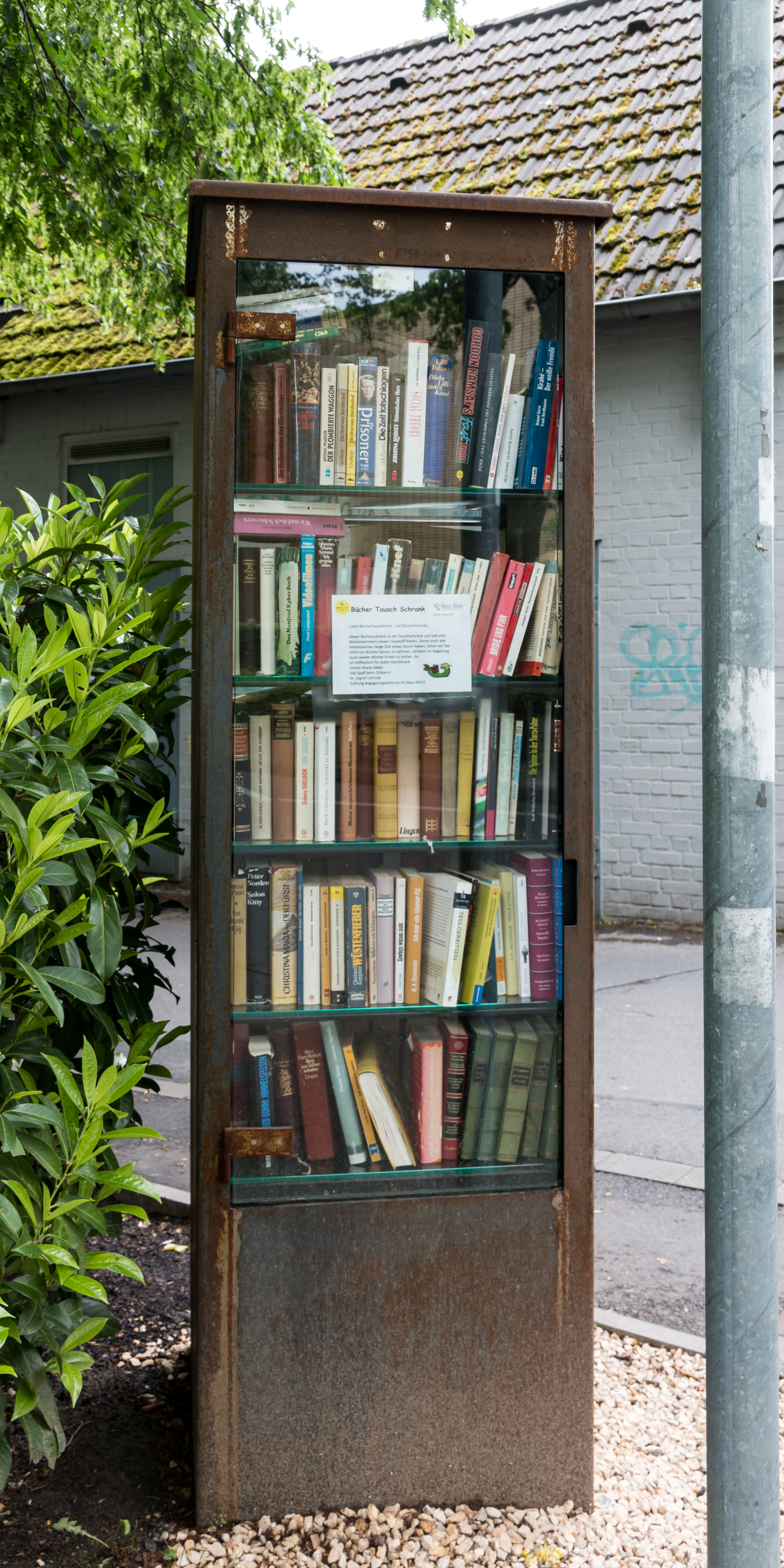
Öffentlicher Bücher-Schrank

Einen nicht unerheblichen Einfluss auf das Ortsbild haben auch die Bauten der Hochschule, die mehrheitlich entlang der Professor-Pirlet-Straße, der Mies-van-der Rohe-Straße und der Kopernikusstraße errichtet worden sind, darunter:
- der Gebäudekomplex des Informatikzentrums inklusive Sporthalle, das bis 1986 als Schulgebäude von der pädagogischen Hochschule Aachen genutzt worden war.
- die Gebäude der Institute und Fakultäten für Bauingenieurswesen, für Elektro- und Informationstechnik, für Nachrichten- und Hochfrequenztechnik, für Kommunikationssysteme, für Schienenfahrzeuge und Transportsysteme, für Wasserbau- und Wasserwirtschaft, für Werkstoffchemie und Industrieofenbau, für Organische, Anorganische und Physikalische Chemie, ferner existieren dort Labor- und Versuchshallen, Sammel- und Hörsaalbauten und Fachbibliotheken.
- das Europa-Gästehaus der RWTH Aachen in der vormaligen Villa Lammertz inklusive Kindertagesstätte[10]
- das Sportzentrum Königshügel mit Außenanlagen, Finnenbahn, Fitnesszentrum, einer Multifunktionssporthalle mit zwei Fitnesshallen und einer weiteren Gymnastikhalle samt Saunaanlage[11]
- Studentenwohnblock „Halifax“ und Studentendorf Hainbuchenstraße/Eckertweg
- die Aachener Niederlassung des Bau- und Liegenschaftsbetriebs Nordrhein-Westfalen

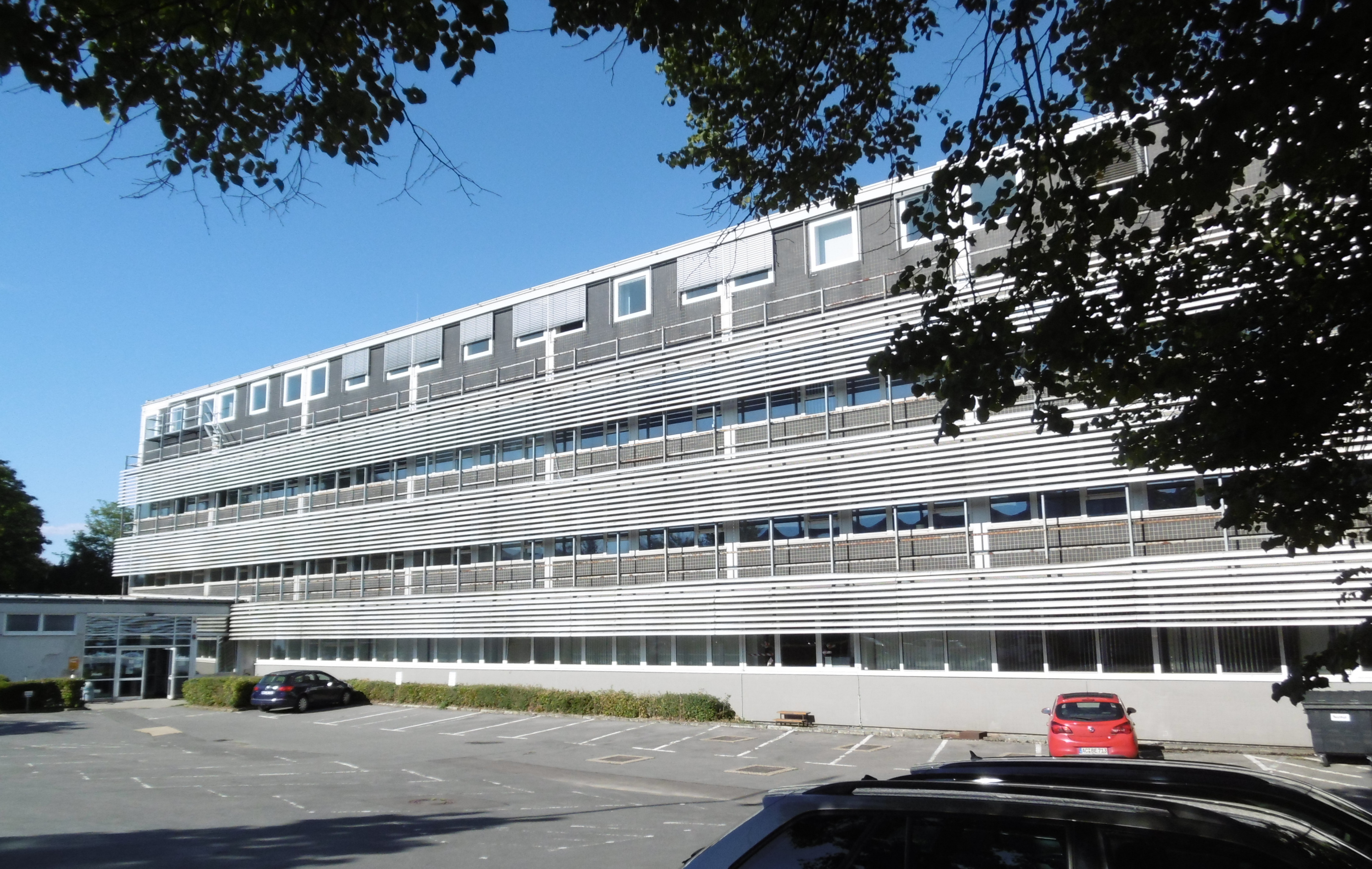
ehem. Päd. Hochschule, nun Informatikzentrum
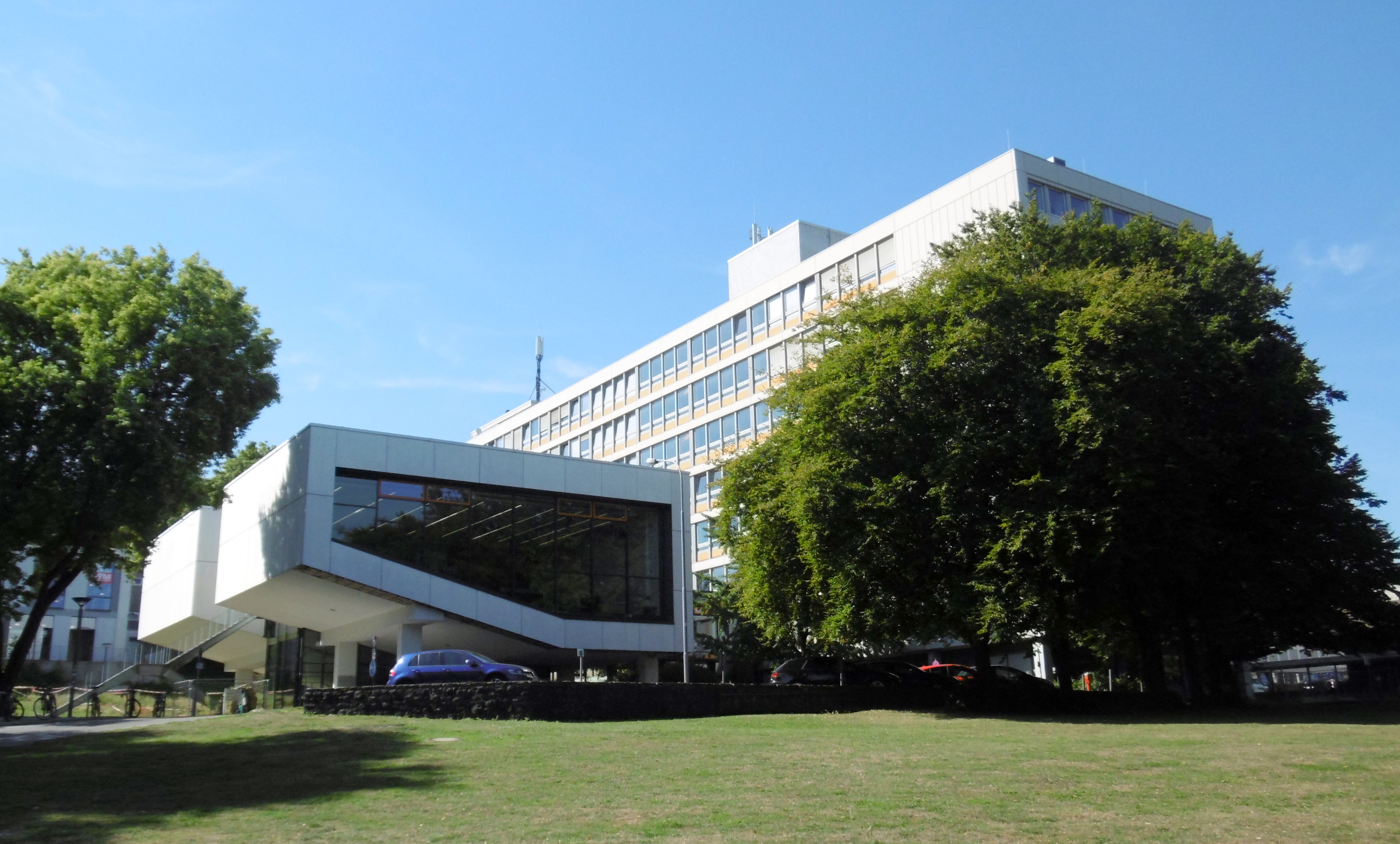
Sammelbau und Hörsäle Bauwesen
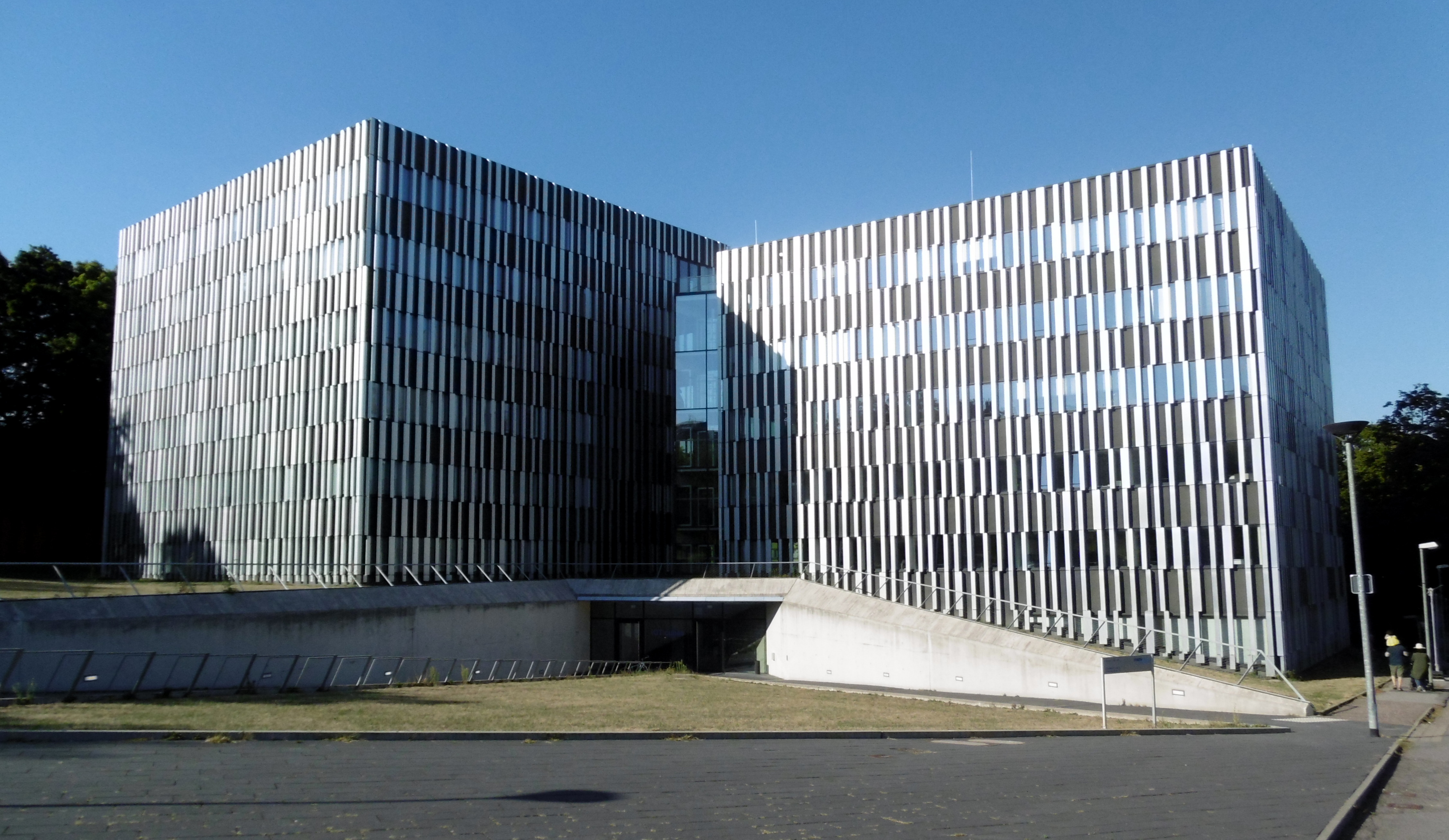
ICT-Cubes
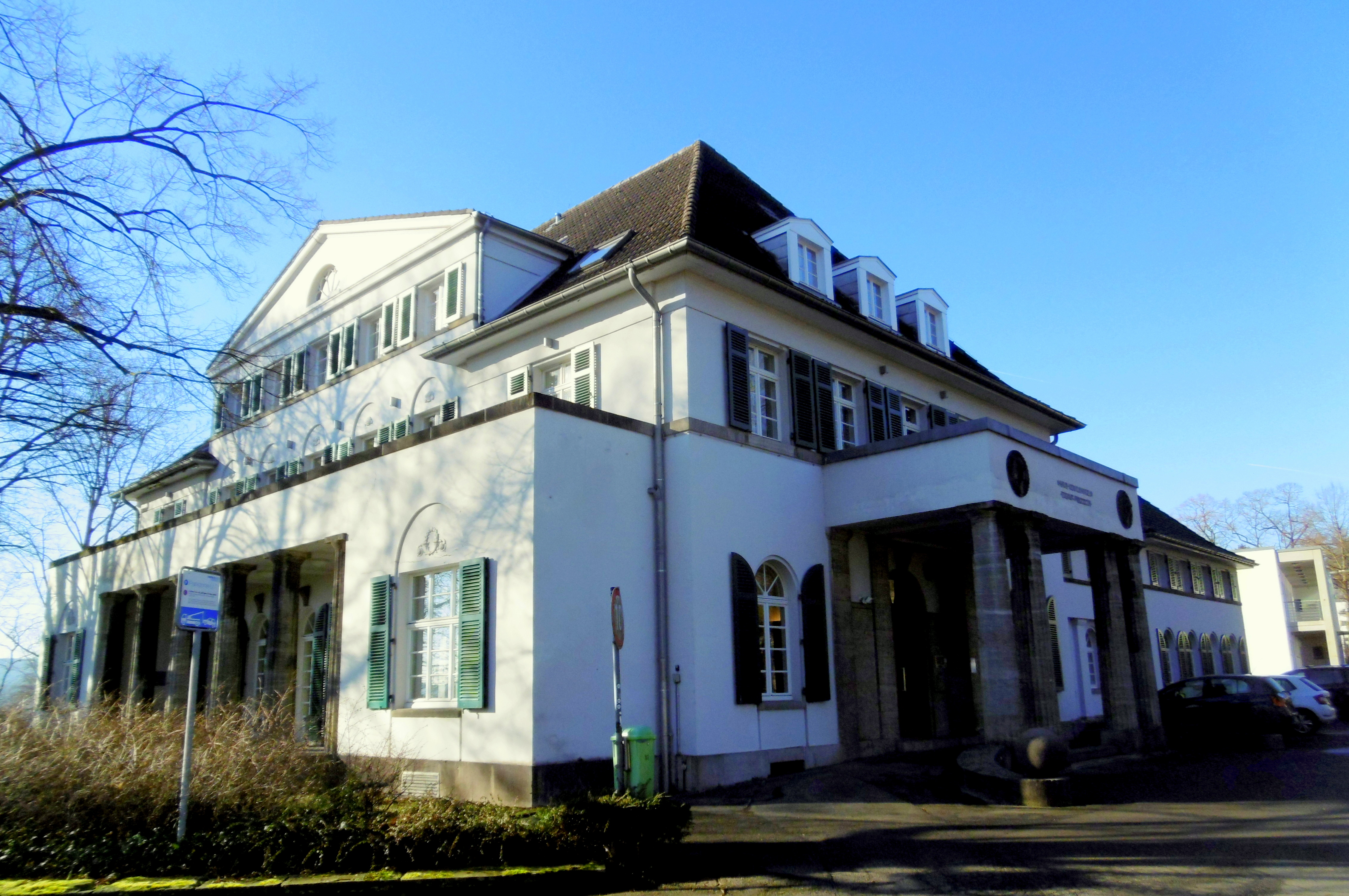
Villa Königshügel, RWTH-Gästehaus
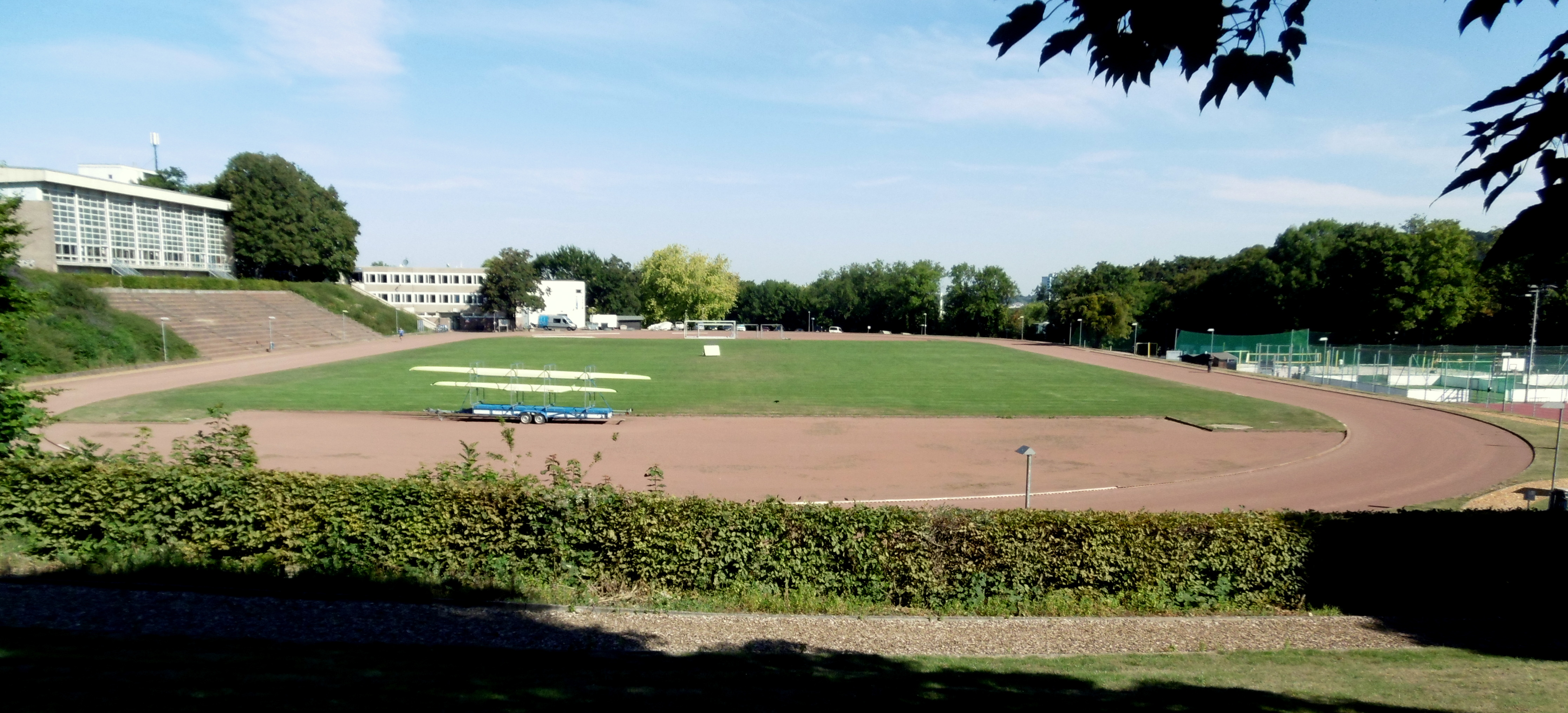
Sportzentrum Königshügel
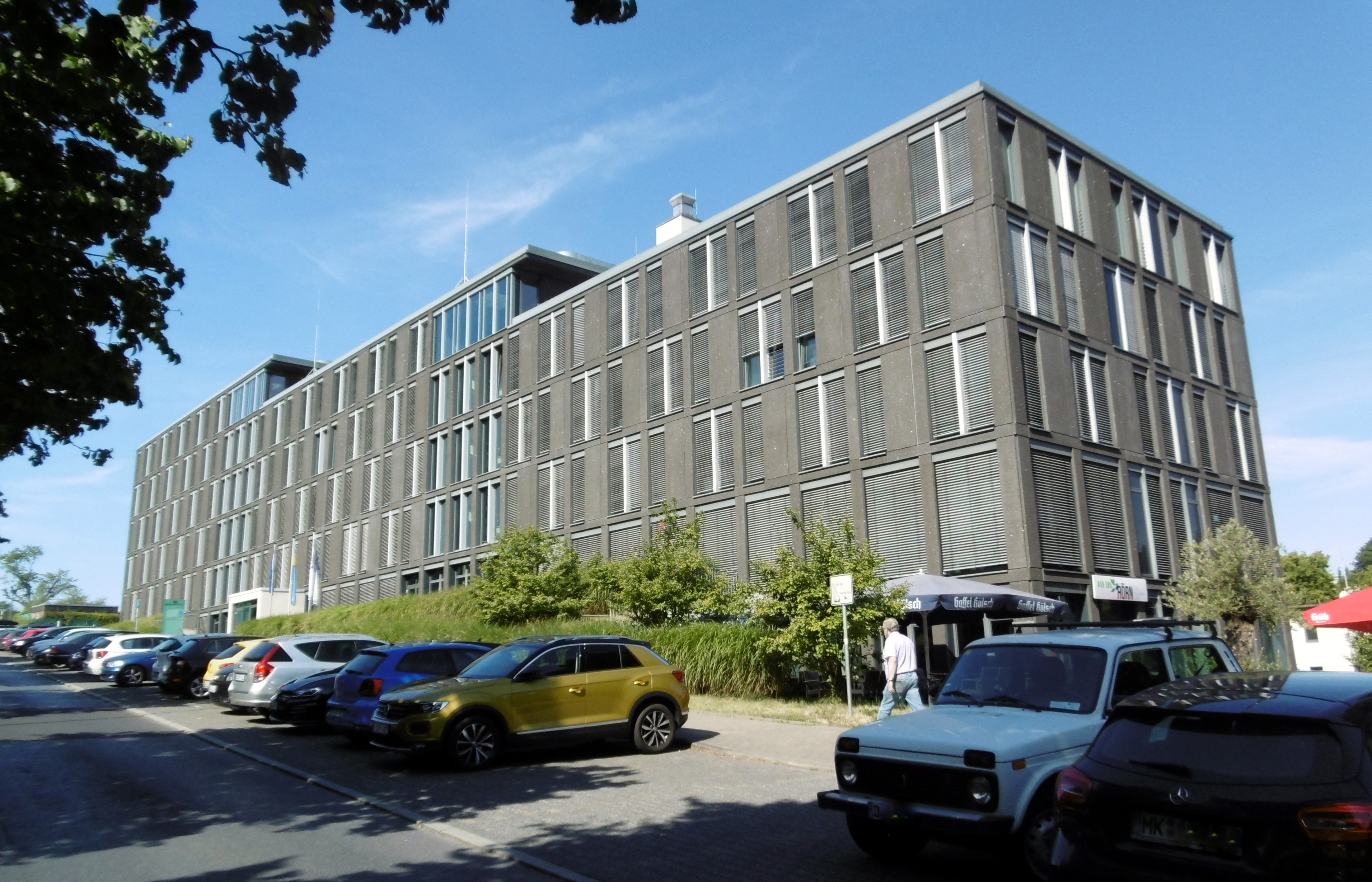
BLB-Niederlassung

## Verkehr
Verkehrstechnisch erschlossen wird der Stadtbezirk Hörn durch die ASEAG mit folgenden Verbindungen:
| Linie | Betreiber | Verlauf |
| ----- | --------- | --- |
| 3 A/B | ASEAG     | Ringlinie: Uniklinik – Westfriedhof – Schanz – Luisenhospital – Misereor – Aachen Hbf – Kaiserplatz – Eurogress – Ehrenmal/Lousberg – Ponttor – Westbahnhof – Campus Melaten – Uniklinik                                                                        |
| 12    | ASEAG     | Campus Melaten – Hörn – Muffet – Elisenbrunnen – Aachen Bushof – Kaiserplatz – Josefskirche – Kennedypark – Geschwister-Scholl-Gymnasium – Eilendorf – Münsterbusch – Zinkhütter Hof – Stolberg Mühlener Bf (– Birkengang – Am Sender – Donnerberg Höhenstraße) |
| 22    | ASEAG     | Campus Melaten – Hörn – Muffet – Elisenbrunnen – Aachen Bushof – Kaiserplatz – Josefskirche – Kennedypark – Geschwister-Scholl-Gymnasium – Eilendorf – Atsch – Stolberg Mühlener Bf                                                                             |
| 23    | ASEAG     | (Campus Melaten –) Hörn – Muffet – Elisenbrunnen – Aachen Bushof – Kaiserplatz – Josefskirche – ASEAG – Hüls |
| 33    | ASEAG     | Fuchserde – Beverau – Frankenberger Viertel – Theater – Elisenbrunnen – Aachen Bushof – Ponttor – Westbahnhof – Hörn – Campus Melaten – Uniklinik – Kullen – Vaalserquartier (D) – Vaals (NL)                                                                   |
| 73    | ASEAG     | Uniklinik – Campus Melaten – Hörn – Westbahnhof – Ponttor – Aachen Bushof – Kaiserplatz – Josefskirche – Bf Rothe Erde – Mataréstraße - (← Brand ← Freund/Niederforstbach)                                                                                      |
| 75    | ASEAG     | Hörn Kastanienweg – Muffet – Weststraße – Schanz – Elisenbrunnen – Aachen Bushof |
| N4    | ASEAG     | Nachtexpress: nur in den Nächten vor Samstagen sowie Sonn- und Feiertagen Aachen Bushof – (Elisenbrunnen → Karlsgraben →) Ponttor – Westbahnhof – Hörn – Uniklinik – Kullen (D) – (Vaalserquartier (D) →) Vaals Heuvel (NL)                                     |

Weitere Verkehrsanbindungen mit diversen Bahnlinien bestehen über den nahe gelegenen Bahnhof Aachen West.
Darüber hinaus verläuft quer durch die Hörn die „Radvorrangroute Campus Melaten“, kommend von der Schinkelstraße und der Geschwister-Schollstraße, weiterziehend über den Seffenter Weg, der Kopernikus-, Ahorn- und Siemensstraße auf Hörner Gebiet zum Campus-Boulevard auf Laurensberger Boden.